# Radics Jenőné
| Radics Jenőné                             | Radics Jenőné                                                   |
| Kattints az alábbi külső linkek egyikére! | Kattints az alábbi külső linkek egyikére!                       |
| ----------------------------------------- | --------------------------------------------------------------- |
| Nem található szabad kép.(?)              |                                                                 |
| külső link · jogvédett                    | Dr. Radics Jenőné (Éva néni) oldala. Gyertyaláng. 2016. 01. 17. |

Radics Jenőné (Budapest, 1927. április 21. – Tarcsafürdő
, 2015. december 10.) magyar–német szakos gimnáziumi tanár, író, irodalomtörténész.

## Pályafutása
Dunapentelén végezte az elemi iskolát, majd Budapesten az angolkisasszonyok Sancta Maria Leánygimnáziumában érettségizett 1945-ben. 1950-ben a Pázmány Péter Tudományegyetem Bölcsész Karán magyar–német szakos tanári diplomát szerzett. 1950–54 között különböző ipari szakmunkásképző iskolákban tanított.
1954-től az Óbudai Árpád Gimnázium tanára volt nyugdíjazásáig (1982).
Magyar irodalmi előadásokat tartott az Munkaerő-tartalékok Hivatala Módszertani Intézetében, valamint a Tudományos Ismeretterjesztő Társulatban. Német nyelvtanfolyamokat vezetett: Budapest, TIT (1967–1982); Szombathely, TIT (1982–1984); Felsőőr, a magyar cserkészet keretében az erdélyi menekültek számára (1988–1990). 1983 óta Ausztriában élt, előadásokat tartott a helyi magyar közösségek és az osztrákok számára a magyar történelem nevezetes napjairól (1848, 1956), írókról, költőkről, híres emberekről (Petőfi Sándor, Arany, Babits Mihály, Illyés Gyula, Balassi Bálint, Berzsenyi Dániel, Kazinczy Ferenc, Kosztolányi Dezső, Csokonai Vitéz Mihály, „Új idők új dalai”, „Vidám magyar versek”, Szilágyi István, Lászlóffy Aladár, Wimmer Ágoston) az alsóőri Umizban (Magyar Média- és Információs Központ), a bécsi Bornemisza Társaságban, az Oberschützeni Hianz Központban, a grazi akadémikusok Körében. A régi és a kortárs magyar irodalmat és kultúrát a Bécsi Napló, a Másokért Együtt, a felsőőri Őrség és az Őrvidéki Hírek hasábjain, az ORF Burgenland rádió és televízió adásaiban is népszerűsítette. Cikkei jelentek meg Magyarországon a Hitelben, az Új Demokratában, az Új Emberben, a Mértékadóban, a Vas Népében, a Kétnyelvűségben, a kolozsvári Helikonban stb.
Összegyűjtött írásait Szóval szállni címmel az Antológia Kiadó jelentette meg 2011-ben.

## Díjai, kitüntetései
- 1964. Népművelési Intézet, színjátszó csoport rendezése, ezüstérem
- 1994. Új Demokrata – Izgalmas valóság. 3. helyezés
- 1997. Anyanyelvápoló Szöv. – Honismereti Szöv.: Rokonértelmű főnevek – II. díj; Rokonértelmű igék – III. díj
- 1997. Budapest III. kerületi Önkormányzat, Tarlós Istvántól: Karádi-díj (díszoklevél, emlékérem)az Árpád Gimnáziumban végzett több évtizedes pedagógiai munkáért
- 1998. a Tudományos Ismeretterjesztő Társulat a három évtizeden át végzett munkásságért tiszteletbeli taggá választotta
- 1999. Nemzeti Kulturális Örökség Minisztériuma – Nyelvművelő pályázat: A hírközlő eszközök nyelve;[24] Családi szavaink
- 2000. Nemzeti Kulturális Örökség Minisztériuma – Anyanyelvi pályázat: Nyelvi illem nagyszüleink kiskorában
- 2001. Millenniumi Országjáró pályázat: Álomalapítás
- 2007. A Lakiteleki találkozó 20. évfordulója alkalmából közéleti bátorságáért, áldozatos munkájáért, a közös ügyhöz, a magyar megújuláshoz és a megmaradás szent ügyéhez való hűségéért emléklap (Aláírók: Bíró Zoltán, Csoóri Sándor, Csurka István, Fekete Gyula, Für Lajos, Kiss Gy. Csaba, Lezsák Sándor)
- 2012. Magyar Köztársasági Arany Érdemkereszt[25]

## Családja
Édesanyja Tremmel Karolin (1898–1973) tanítónő
Édesapja Kovács Ferenc (1898–1966) tanító
Férje dr. Radics Jenő (1923–1972) tüdőgyógyász, röntgen szakfőorvos
Lánya dr. Radics Éva (*1952) a Gráci Zeneművészeti Egyetem tanára.
Unokái: Dr. Kovács Gyöngyi (*1977) Helsinkiben a Svéd Közgazdasági Egyetem (Hanken) tanszékvezető egyetemi tanára; Mag. Kovács Kinga üzletkötő, magyar nyelvű szakreferens Bécs.
Dédunokái: Westerlund Venla (*2003) és Westerlund Lauri (*2005)